# Badminton 1948
Höhepunkte des Badmintonjahres 1948 waren die All England, die Denmark Open, die Irish Open, die Scottish Open und die French Open. In Neuseeland wurden erstmals nach dem Zweiten Weltkrieg wieder nationale Titelkämpfe ausgetragen.
==Internationale Veranstaltungen ==
| Veranstaltung | Herreneinzel   | Dameneinzel       | Herrendoppel                        | Damendoppel                  | Mixed                          |
| ------------- | -------------- | ----------------- | ----------------------------------- | ---------------------------- | ------------------------------ |
| All England   | Jørn Skaarup   | Kirsten Thorndahl | Preben Dabelsteen Børge Frederiksen | Tonny Ahm Kirsten Thorndahl  | Jørn Skaarup Kirsten Thorndahl |
| Denmark Open  | Jørn Skaarup   | Tonny Ahm         | Børge Frederiksen Tage Madsen       | Tonny Ahm Kirsten Thorndahl  | Tage Madsen Kirsten Thorndahl  |
| French Open   | Palle Granlund | Mavis Henderson   | Niels Graeffe Bent Palling          | Mavis Henderson Audrey Stone | A. J. Hone Mavis Henderson     |
| Malaysia Open | Ooi Teik Hock  | Helen Heng        | Ooi Teik Hock Tan Kin Hong          | Alice Pennefather Helen Heng | Chan Kon Leong Lee Keng Sim    |